# Lasioglossum otsegoense
Lasioglossum otsegoense là một loài Hymenoptera trong họ Halictidae. Loài này được Mitchell mô tả khoa học năm 1960.